# Liste der Kreise und kreisfreien Städte in Schleswig-Holstein
Diese Liste umfasst alle Kreise und kreisfreien Städte in Schleswig-Holstein. Im Gegensatz zu den meisten anderen deutschen Ländern heißen die Landkreise in Schleswig-Holstein lediglich Kreise. Derer gibt es im nördlichsten deutschen Land elf, hinzu kommen vier kreisfreie Städte.

## Hinweise zur Nutzung
Als voreingestellte Größe ist diese Tabelle nach dem Alphabet geordnet. Sortierbar ist sie zudem (1) alphabetisch nach dem Namen des jeweiligen Kreissitzes, (2) nach der Fläche und (3) nach der Bevölkerungsdichte. Kreisfreie Städte sind farblich gekennzeichnet. Unter den Bemerkungen werden geografische Besonderheiten der jeweiligen Städte und Kreise aufgeführt.

## Übersicht
| Kreis/ kreisfreie Stadt       | Kreisstadt                                        | Wappen             | Lage               | Kfz                | Einw.     | Fläche (in km²) | Ew/km² | Landrat/ OB                      | Bemerkungen | Bild                                                                         |
| ----------------------------- | ------------------------------------------------- | ------------------ | ------------------ | ------------------ | --------- | --------------- | ------ | -------------------------------- | --- | ---------------------------------------------------------------------------- |
| Dithmarschen                  | Heide                                             |                    |                    | HEI, MED           | 133.514   | 1.428,18        | 93     | Thorben Schütt (CDU)             | Grenzt an Niedersachsen (jenseits der Elbe), Teil der Metropolregion Hamburg                                               | Kohlfeld in Schülp                                                           |
| Flensburg (Kreisfreie Stadt)  |                                                   |                    |                    | FL                 | 96.431    | 56,73           | 1700   | Fabian Geyer (parteilos)         | Grenzt an Dänemark, nördlichste kreisfreie Stadt Deutschlands                                                              | Marineschule Mürwik                                                          |
| Herzogtum Lauenburg           | Ratzeburg                                         |                    |                    | RZ                 | 205.445   | 1.263,06        | 163    | Christoph Mager (CDU)            | Grenzt an Hamburg, Teil der Metropolregion Hamburg                                                                         | Möllner Altstadt vom Stadtsee aus                                            |
| Kiel (Kreisfreie Stadt)       |                                                   |                    |                    | KI                 | 251.751   | 118,65          | 2122   | Ulf Kämpfer (SPD)                | Nördlichste Großstadt Deutschlands                                                                                         | Blick auf die Kieler Förde, im Vordergrund die Werft HDW                     |
| Lübeck (Kreisfreie Stadt)     |                                                   |                    |                    | HL                 | 217.061   | 214,19          | 1013   | Jan Lindenau (SPD)               | Teil der Metropolregion Hamburg                                                                                            | Holstentor                                                                   |
| Neumünster (Kreisfreie Stadt) |                                                   |                    |                    | NMS                | 79.461    | 71,66           | 1109   | Tobias Bergmann (SPD)            | Teil der Metropolregion Hamburg                                                                                            | Rathaus Neumünster                                                           |
| Nordfriesland                 | Husum                                             |                    |                    | NF                 | 170.048   | 2.083,53        | 82     | Florian Lorenzen (CDU)           | Grenzt an Dänemark, umfasst die Nordfriesischen Inseln                                                                     | Leuchtturm Westerheversand                                                   |
| Ostholstein                   | Eutin                                             |                    |                    | OH                 | 201.529   | 1.393,00        | 145    | Reinhard Sager (CDU)             | Teil der Metropolregion Hamburg                                                                                            | Eutiner Schloss                                                              |
| Pinneberg                     | Pinneberg (amtlicher Sitz), Elmshorn (Verwaltung) |                    |                    | PI                 | 323.762   | 664,27          | 487    | Elfi Heesch (parteilos)          | Grenzt an Hamburg und (jenseits der Elbe) Niedersachsen, umfasst auch die Insel Helgoland, Teil der Metropolregion Hamburg | Schiffsbegrüßungsanlage Willkommhöft an der Elbe in Wedel                    |
| Plön                          | Plön                                              |                    |                    | PLÖ                | 130.635   | 1.083,57        | 121    | Björn Demmin (parteilos)         | | Marineehrenmal Laboe mit Museums-U-Boot U 995                                |
| Rendsburg-Eckernförde         | Rendsburg                                         |                    |                    | RD, ECK            | 277.888   | 2.189,77        | 127    | Rolf-Oliver Schwemer (parteilos) | | Eisenbahnhochbrücke und Schwebefähre über den Nord-Ostsee-Kanal in Rendsburg |
| Schleswig-Flensburg           | Schleswig                                         |                    |                    | SL                 | 204.761   | 2.071,33        | 99     | Wolfgang Buschmann (parteilos)   | Grenzt an Dänemark | Reste des Danewerks                                                          |
| Segeberg                      | Bad Segeberg                                      |                    |                    | SE                 | 282.268   | 1.344,47        | 210    | Jan Peter Schröder (parteilos)   | Grenzt an Hamburg, Teil der Metropolregion Hamburg                                                                         | Naturschutzgebiet Wittmoor in Norderstedt/Hamburg                            |
| Steinburg                     | Itzehoe                                           |                    |                    | IZ                 | 132.447   | 1.055,70        | 125    | Claudius Teske (parteilos)       | Grenzt an Niedersachsen (jenseits der Elbe), Teil der Metropolregion Hamburg                                               | Tiefster Punkt Deutschlands in der Wilstermarsch                             |
| Stormarn                      | Bad Oldesloe                                      |                    |                    | OD                 | 246.201   | 766,24          | 321    | Henning Görtz (CDU)              | Grenzt an Hamburg, Teil der Metropolregion Hamburg                                                                         | Schloss Reinbek                                                              |
| Schleswig-Holstein            | Schleswig-Holstein                                | Schleswig-Holstein | Schleswig-Holstein | Schleswig-Holstein | 2.953.202 | 15.804,35       | 187    |                                  | |                                                                              |